# 瓦斯河
瓦斯河，是中国长江流域的一条河流，汇入大渡河，属于大渡河水系。河长69千米，流域面积1530平方千米，年均流量45立方米每秒。自然落差2465米。水能理论蕴藏量38万千瓦。